# Edinaldo Pereira da Silva
Edinaldo Pereira da Silva, conegut com a Naldo (nascut el 28 d'agost de 1988 a Santo André, São Paulo) és un futbolista professional brasiler, que juga com a defensa central.